# يوهانس تاولر
يوهانس تاولر (بالألمانية: Johannes Tauler)، لاهوتي ومتصوف وأديب مسيحي ألماني، انضم تاولر في عام 1315 إلى طائفة الدومينيكان. كان واعظاً ومتصوفاً في مدينتي شتراسبورج وبازل. وتلميذاً لمايستر إيكهارت. أكد تاولر على التدين العملي، وألف العديد من المواعظ.

## روابط خارجية
- يوهانس تاولر على موقع الموسوعة البريطانية (الإنجليزية)
- يوهانس تاولر على موقع إن إن دي بي (الإنجليزية)